# Steinbühl (Helmbrechts)
Steinbühl ist ein Wohnplatz der Stadt Helmbrechts im Landkreis Hof (Oberfranken, Bayern). Steinbühl liegt in der Gemarkung Helmbrechts.

## Geografie
Die ehemalige Einöde ist in einem Neubaugebiet der Stadt Helmbrechts aufgegangen.

## Geschichte
Steinbühl wurde spätestens 1819 auf dem Gemeindegebiet von Helmbrechts gegründet.

### Einwohnerentwicklung
| Jahr      | 1819  | 1861  | 1871  | 1885  | 1900  |
| Einwohner | *     | 4     | 6     | 24    | 10    |
| Häuser    |       |       |       | 3     | 2     |
| Quelle    | [ 3 ] | [ 5 ] | [ 6 ] | [ 7 ] | [ 8 ] |

## Religion
Steinbühl ist evangelisch-lutherisch geprägt und bis heute nach St. Johannes der Täufer (Helmbrechts) gepfarrt.